# Малокопанівська сільська рада
Малокопа́нівська сільська́ ра́да — адміністративно-територіальна одиниця та орган місцевого самоврядування в Голопристанському районі Херсонської області. Адміністративний центр — село Малі Копані.

## Загальні відомості
- Територія ради: 0,479 км²
- Населення ради: 2 192 особи (станом на 2001 рік)

## Населені пункти
Сільській раді підпорядковані населені пункти:
- с. Малі Копані
- с. Буркути

## Склад ради
Рада складалася з 16 депутатів та голови.
- Голова ради:

### Керівний склад попередніх скликань
| Прізвище, ім'я, по батькові | Основні відомості                                                                     | Дата обрання | Дата звільнення |
| --------------------------- | ------------------------------------------------------------------------------------- | ------------ | --------------- |
| Гаркуша Іван Миколайович    | Сільський голова, 1967 року народження, освіта                                        | 26.03.2006   | 20.05.2008      |
| Гаркуша Іван Миколайович    | Сільський голова, 1967 року народження, освіта середня загальна, безпартійний         | 20.06.2010   | 31.10.2010      |
| Гаркуша Іван Миколайович    | Сільський голова, 1967 року народження, освіта середня загальна, член Партії регіонів | 31.10.2010   | 29.04.2014      |

Примітка: таблиця складена за даними сайту Верховної Ради України

### Депутати
За результатами місцевих виборів 2010 року депутатами ради стали:

#### За суб'єктами висування
| Суб'єкт висування | Кількість обраних депутатів | %    |
| ----------------- | --------------------------- | ---- |
| Партія регіонів   | 11                          | 68,8 |
| Народна партія    | 3                           | 18,8 |
| Самовисування     | 2                           | 12,5 |

#### За округами
| № округу        | Прізвище, ім'я, по батькові       | Дата визнання обраним | Освіта             | Партійна приналежність | Відомості про обраного депутата                    |
| --------------- | --------------------------------- | --------------------- | ------------------ | ---------------------- | -------------------------------------------------- |
| Народна Партія  |                                   |                       |                    |                        |                                                    |
| 9               | Кравзюк Іван Васильович           | 05.11.2010            | незакінчена вища   | член Народної партії   | одноосібник                                        |
| 12              | Кравець Олександр Миколайович     | 05.11.2010            | вища               | член Народної партії   | Лісове господарство                                |
| 13              | Кирилов Віктор Миколайович        | 05.11.2010            | вища               | член Народної партії   | одноосібник                                        |
| Партія регіонів |                                   |                       |                    |                        |                                                    |
| 1               | Гаркуша Людмила Іванівна          | 05.11.2010            | середня            | член Партії регіонів   | Малокопанівська сільська рада, соціальний робітник |
| 2               | Саніна Галина Станіславівна       | 05.11.2010            | середня спеціальна | член Партії регіонів   | Малокопанівська сільська рада, секретар            |
| 3               | Котик Надія Василівна             | 05.11.2010            | середня            | член Партії регіонів   | Малокопанівська загальноосвітня школа, завгосп     |
| 4               | Луганська Валентина Олександрівна | 05.11.2010            | середня спеціальна | член Партії регіонів   | тимчасово не працює                                |
| 5               | Санін Олег Вікторович             | 05.11.2010            | середня спеціальна | член Партії регіонів   | одноосібник                                        |
| 7               | Андрієць Людмила Олександрівна    | 05.11.2010            | вища               | член Партії регіонів   | Малокопанівська загальноосвітня школа, вчитель     |
| 8               | Савчук Володимир Павлович         | 05.11.2010            | вища               | член Партії регіонів   | Малокопанівська загальноосвітня школа, вчитель     |
| 10              | Бугаєнко Костянтин Миколайович    | 05.11.2010            | середня спеціальна | член Партії регіонів   | приватний підприємець                              |
| 11              | Зоря Раїса Іванівна               | 05.11.2010            | вища               | член Партії регіонів   | Малокопанівська загальноосвітня школа, вчитель     |
| 14              | Гаркуша Алла Іванівна             | 05.11.2010            | вища               | член Партії регіонів   | фермерське господарство, голова                    |
| 15              | Санін Сергій Петрович             | 05.11.2010            | середня спеціальна | член Партії регіонів   | фермерське господарство, голова                    |
| Самовисування   |                                   |                       |                    |                        |                                                    |
| 6               | Нікітенко Дмитро Юрійович         | 05.11.2010            | середня            | позапартійний          | приватний підприємець                              |
| 16              | Ємірова Надія Василівна           | 05.11.2010            | середня            | позапартійна           | пенсіонер                                          |

## Населення
Згідно з переписом УРСР 1989 року чисельність наявного населення сільської ради становила 2089 осіб, з яких 975 чоловіків та 1114 жінок.
За переписом населення України 2001 року в сільській раді мешкало 2180 осіб.

### Мова
Розподіл населення за рідною мовою за даними перепису 2001 року:
| Мова       | Відсоток |
| ---------- | -------- |
| українська | 91,10 %  |
| російська  | 7,62 %   |
| білоруська | 0,23 %   |
| молдовська | 0,23 %   |
| гагаузька  | 0,18 %   |
| вірменська | 0,05 %   |
| угорська   | 0,05 %   |
| циганська  | 0,05 %   |
| інші       | 0,49 %   |